# ЭТЦ-202
ЭТЦ-202 — семейство экскаваторов-дреноукладчиков, разработанных и выпускавшихся в 1967—1989 годах производственным объединением «Таллэкс» (до 1975 года — Таллинский экскаваторный завод). Семейство включало в себя модель ЭТЦ-202 (выпускалась в 1967—1972 годах) и её модификации ЭТЦ-202А (1971—1983) и ЭТЦ-202Б (1983—1989). Основной задачей семейства ЭТЦ-202 было создание траншей прямоугольного сечения (шириной до 0,5 метров и глубиной до 2,2—2,3 метров) с последующей укладкой в них керамических или пластмассовых труб для выполнения задач мелиорации в зонах осушения. Экскаваторы этого типа до сих пор используются в странах бывшего СССР. Первая модель серии появилась в результате доработки не пошедшего в серию испытательного варианта под индексом ЭТЦ-181. Выпуску первого представителя серии предшествовала небольшая партия унифицированного с ним общестроительного траншейного экскаватора ЭТЦ-201. В конце 1970-х годов малой серией была изготовлена узкотраншейная модификация ЭТЦ-163. Была также выпущена экспериментальная пневмоколёсная модификация ЭТЦ-203, а также экспериментальная модель с повышенной глубиной копания ЭТЦ-251. На смену семейству ЭТЦ-202 пришла модель ЭТЦ-2011, которая выпускалась «Таллэксом» в 1988—1991 годах.
В 2010 году Кохановским экскаваторным заводом был изготовлен экспериментальный образец модернизированной версии ЭТЦ-202Б. Этим была показана возможность возобновления производства экскаваторов-дреноукладчиков этой модели.
Сокращение ЭТЦ означает Экскаватор Траншейный Цепной, в индексе 202 первые две цифры указывают глубину отрываемой траншеи в дециметрах (то есть 2 метра), последняя — номер модели.

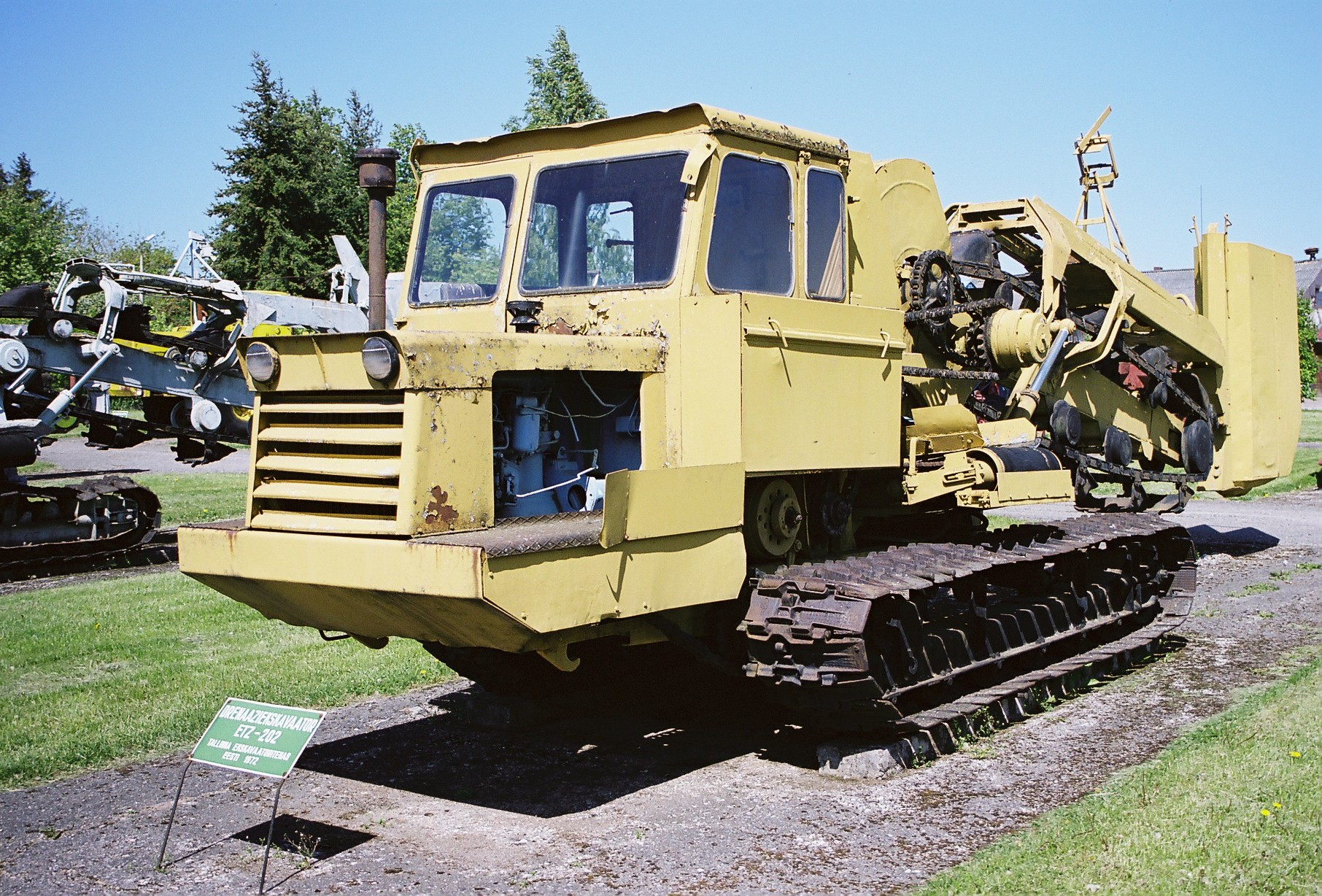
Экскаватор-дреноукладчик ЭТЦ-202 производства 1972 года в Эстонском сельскохозяйственном музее.

## Описание конструкции

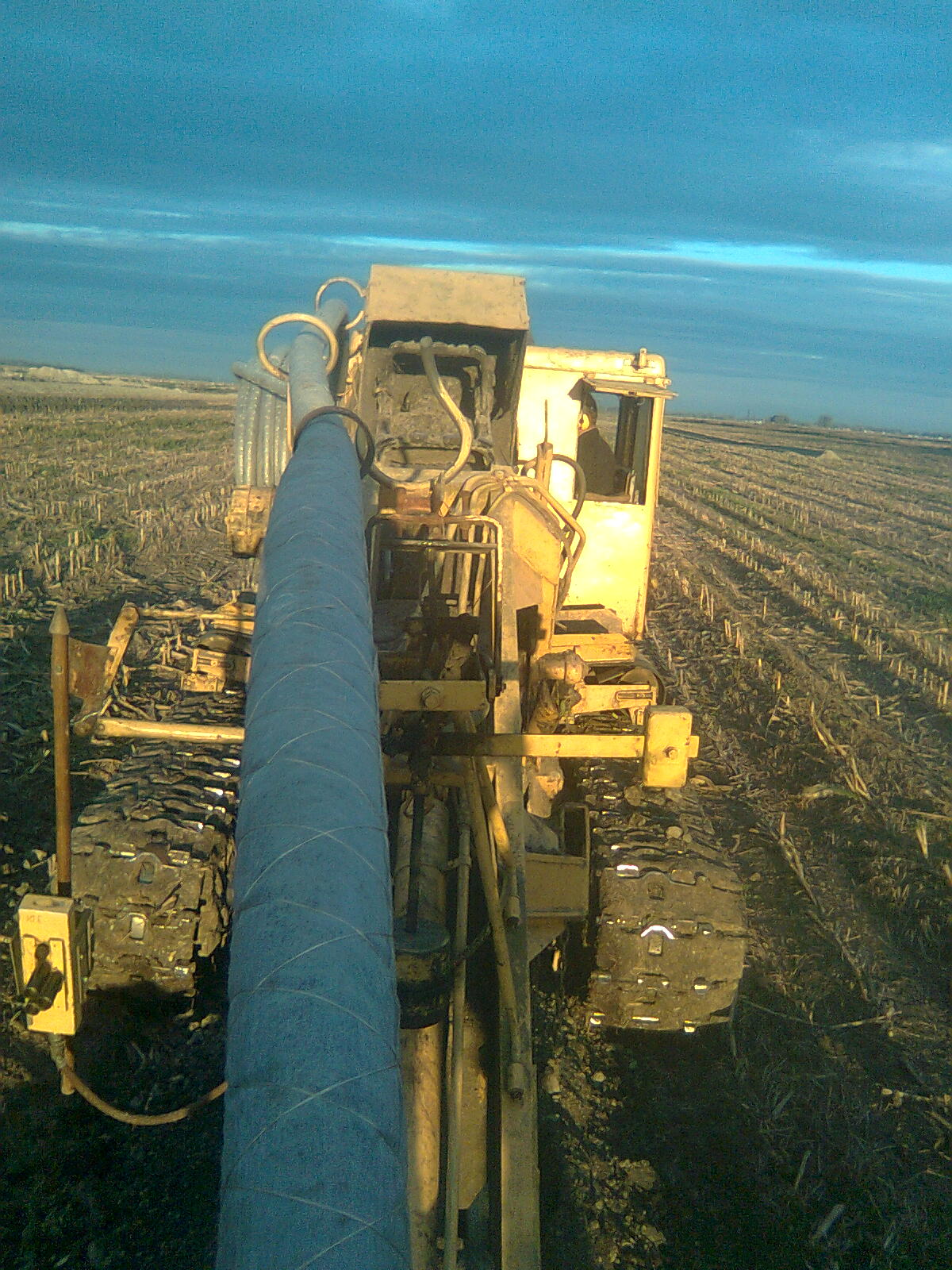
ЭТЦ-202Б на укладке дренажной трубы. Белоруссия, Брестская область, 2010 год. Вид сзади с трубоукладчика. В центре кадра бункер.

Экскаваторы типа ЭТЦ-202 относятся к многоковшовым траншейным экскаваторам на гусеничном ходу и отрывают траншеи прямоугольного сечения шириной 0,5 метров и глубиной до 2,2 метров (модификации ЭТЦ-202А и ЭТЦ-202Б до 2,3 метров). Все модели, кроме ЭТЦ-201, снабжаются трубоукладчиком и автоматикой для выдерживания угла наклона отрываемой траншеи. Ходовая часть состоит из двух гусеничных тележек и привода гусениц. Привод каждой гусеницы — от соответствующего бортового фрикциона через две последовательные цепные передачи. Элементы гусениц заимствованы от трактора ДТ-55. Подвеска гусениц полужёсткая и позволяет тележкам независимо качаться вдоль продольной оси машины относительно осей передних шарниров на угол ±4°.
Силовая установка включает двигатель, главную муфту сцепления, охлаждающую систему и системы управления топливным насосом и жалюзи. Коробка скоростей обеспечивает по четыре транспортные скорости вперёд и назад, а также две скорости рабочей цепи. Совместно с гидромеханическим ходоуменьшителем обеспечиваются два диапазона рабочих скоростей. Ходоуменьшитель сконструирован на базе гидромотора НДА-64, с его помощью возможно плавное регулирование скорости в каждом из двух диапазонов, регулировка осуществляется управлением дросселем. Гидромотор питается от гидронасоса НШ-46. При увеличении давления в гидросистеме выше заданного предела срабатывает предохранительный клапан.
Ленточный транспортёр для выгрузки грунта приводится в действие от коробки скоростей через специальную двухскоростную реверсивную коробку. Выгрузка грунта может производиться в как вправо, так и влево от траншеи. Транспортёр вместе со своим приводом, лотком, рабочим органом и бункером расположены на пилоне. Транспортёр может передвигаться вправо или влево относительно пилона на 300 мм, в зависимости от направления выгрузки грунта. Бункер направляет разгружающийся из ковшей грунт на транспортёр.
Навесной рабочий орган состоит из рамы (в свою очередь состоящей из рамы рабочего органа и верхней рамы, предназначенной для установки тележки с трубоукладчиком), устройства для натяжения цепи, приводного вала, очистителя ковшей, направляющих роликов и тележки для трубоукладчика. Ковшовая цепь состоит из двенадцати ковшей, установленных на двух бесконечных цепях. Привод цепи содержит ведущую и натяжную звёздочки, две цепные передачи и предохранительную муфту. В транспортном положении рабочий орган опирается на упоры. Наклон рабочего органа осуществляется с помощью двух гидроцилиндров.
Трубоукладчик предназначен для укладки керамических или пластмассовых трубок в отрываемую траншею. На моделях начиная с ЭТЦ-202А имеется возможность обкладки трубок в процессе их укладки одной или двумя лентами из фильтрующего материала. Одна из лент (подстилающая) укладывается на дно траншеи, другая (покрывающая) укладывается поверх трубок. Трубоукладчик представляет собой сварной распорный ящик, внутри него установлен прутковый жёлоб, по которому трубки скользят в траншею. Верхняя и нижняя часть жёлоба соединены шарниром. В задней части трубоукладчика располагается ёмкость для покрывающих лент или иного фильтрующего материала (например, мха). Внутри трубоукладчика оборудовано место для рабочего, который в процессе движения обкладывает стыки труб материалом и при необходимости поправляет их. Днище трубоукладчика снабжено опорной лыжей, на которую он опирается в рабочем положении. К опорной лыже приварен башмак, оставляющий в траншее углубление для трубок. С помощью гидроцилиндра трубоукладчик может перемещаться в направляющих тележки.
Чтобы выдержать заданный наклон траншеи в процессе её отрытия, вдоль линии будущей траншеи на специальных регулируемых штативах устанавливается копирный трос, наклон которого соответствует задаваемому углу наклона траншеи. При работе машины электрический датчик автоматической следящей системы опирается на этот трос и скользит по нему. Датчик устанавливается на рабочем органе, по его сигналам происходит автоматическая подстройка угла наклона рабочего органа. Модель ЭТЦ-202Б может снабжаться лазерным датчиком взамен электрического. Помимо автоматического поддержания угла наклона, сохраняется также возможность поддерживать угол вручную с помощью оптической сигнализации в кабине водителя.
Возможен выбор одного из трёх режимов управления наклоном рабочего органа для подстройки угла копания. В режиме (А) регулировка осуществляется гидроцилиндрами подъёма рабочего органа, гидроцилиндр трубоуклачика находится в «плавающем» положении. В режиме (Б) регулировка осуществляется гидроцилиндром трубоукладчика, гидроцилиндры подъёма рабочего органа находятся в «плавающем» положении. В режиме (В) регулировка осуществляется аналогично (Б), но гидроцилиндры подъёма имеют постоянный подпор в штоковых полостях. Выбор наиболее подходящего режима позволяет выдерживать угол траншеи на различных грунтах.

## История модельного ряда
Создание ЭТЦ-202 стало результатом глубокой переработки конструкции ЭТН-171 — предшествующей модели экскаватора-дреноукладчика, серийно выпускавшегося заводом в период 1960—1967 (который, в свою очередь, пришёл на смену ещё более ранней модели ЭТН-142). Одним из основных недостатков ЭТН-171 было то, что его механическая коробка передач допускала лишь ступенчатое переключение рабочих скоростей, из-за чего невозможно было выбрать оптимальную скорость передвижения машины при отрытии траншеи. Требовалось также повысить точность выдерживания заданного наклона траншеи, а также увеличить надёжность конструкции.
Первым шагом к созданию нового дреноукладчика стала модель ЭТЦ-181, испытания которой начались в 1961 году, пробная партия была изготовлена в 1963 году. Производительность ЭТЦ-181 по результатам испытаний превосходила предшественника в 1,4 раза, машина была проще в изготовлении, точнее и надёжнее в работе. В результате устранения недостатков, выявленных при испытаниях ЭТЦ-181, и при дальнейшем усовершенствовании модель пошла в серию под названием ЭТЦ-202. Почти одновременно шли работы над аналогичной моделью траншейного экскаватора ЭТЦ-201, предназначенного для общестроительных работ. Испытания ЭТЦ-201 начались в 1962 году, пробная партия изготовлена в 1965 году. Однако производство ЭТЦ-201 на этом закончилось, а ЭТЦ-202 стал основой серии дреноукладчиков, с модификациями выпускавшихся до 1989 года, когда им на смену пришла модель ЭТЦ-2011.

### ЭТЦ-201
Выпуску базовой модели ЭТЦ-202 предшествовал выпуск небольшой серии траншейного экскаватора для общестроительных целей ЭТЦ-201 в 1965 году. При его создании был учтён опыт, полученный в ходе работы с ЭТН-171. Рабочий орган нового экскаватора оснащался амортизированным очистителем ковшей, благодаря чему машина могла работать на тяжёлых глинистых почвах. Приводная цепь рабочего органа имела защитное сцепление, защищавшее узлы от поломки при встрече ковшей с непреодолимым препятствием. Машина оснащалась двусторонним ленточным транспортёром, позволяющим отбрасывать грунт по обе стороны траншеи. В конструкции экскаватора широко использовались гидравлические приводы, в частности, подъём и опускание рабочего органа производились двумя гидроцилиндрами. Те же гидроцилиндры обеспечивали постоянное давление на рабочий орган в процессе работы, что увеличивало эффективность копания. На смену ступенчатой механической регулировке рабочей скорости (в прежней модели ЭТН-171) пришла бесступенчатая гидравлическая регулировка. Благодаря ей машина могла ходе рабочего процесса перемещаться с оптимальной, с точки зрения нагрузки и использования мощности двигателя, скоростью. При транспортировке выбор скоростей производился с помощью механической коробки передач.
Модель ЭТЦ-201 не оснащалась трубоукладчиком и автоматикой для подстройки уклона траншеи, в остальном её узлы были унифицированы с ЭТЦ-202. Была изготовлена только опытная партия 5 экземпляров (все в 1965 году), которые были отправлены для испытаний в разные районы СССР. По результатам испытаний в конструкцию машин вносились улучшения. В связи с тем, что в середине 1960-х годов было принято решение сконцентрировать производственные мощности Таллинского экскаваторного завода на выпуске экскаваторов-дреноукладчиков, серийный выпуск ЭТЦ-201 не начинался.

### ЭТЦ-202
Базовая модель серии, ЭТЦ-202, унифицированная с ЭТЦ-201, пришла на смену модели серийной ЭТН-171, которая выпускалась Таллинским экскаваторным заводом в 1960—1967 годах. Серийное производство началось в 1967 году. По сравнению с ЭТН-171, максимальная глубина копания возросла с 1,85 м до 2,05 м, максимальная рабочая скорость с 196 м/ч до 400 м/ч. Машина могла работать на тяжёлых каменистых и мёрзлых почвах. Производство ЭТЦ-202 продолжалось до 1972 года, всего было изготовлено 6414 машин этого типа.

### ЭТЦ-202А
В 1971 году началось производство усовершенствованной модели ЭТЦ-202А. По сравнению с базовой моделью, максимальная глубина копания возросла у новой модификации до 2,3 метра, максимальная рабочая скорость до 590 м/ч. ЭТЦ-202А, в отличие от предшествующей модели, могла укладывать не только керамические, но и пластмассовые трубки, поэтому впереди машины для них устанавливался барабан. Модель обеспечивала более равномерную и точную выдержку уклона траншеи, имелось приспособление для покрытия гончарных труб фильтрующим материалом и оборудование для укладки пластмассовых труб. ЭТЦ-202А производился до 1983 года, всего было выпущено 15 472 машины.

### ЭТЦ-202Б
В 1983 году начался выпуск последней модели семейства, ЭТЦ-202Б. Мощность двигателя возросла до 60 л. с., максимальная рабочая скорость до 620 м/ч. Модель имела очистители берм (для удаления с бровки траншеи рыхлого грунта), люнет для нивелирования ошибки от провисания копирного троса и присыпатель дренажных труб гумусным слоем. Для автоматического поддержания глубины траншеи вместо копирного троса стало возможно использование лазерной системы. Также была улучшена эргономика машины. Модель производилась до 1989 года, всего было изготовлено 5639 экземпляров.
В 2010 году Кохановским экскаваторным заводом была вновь разработана техническая документация на ЭТЦ-202Б и изготовлен его экспериментальный образец. Таким образом, была показана возможность восстановления производства этой модели. Новый экскаватор подвергся существенной модернизации и имеет отличия от машин, производившихся «Таллэксом».

### ЭТЦ-163
С 1968 года по 1971 год таллинским заводом была изготовлена партия из 59 экземпляров узкотраншейного экскаватора-дреноукладчика ЭТЦ-163, представлявшего собой модификацию находившейся в массовом производстве модели ЭТЦ-202А. Экскаватор снабжался скребковым рабочим органом, унифицированным с рабочим органом экскаватора ЭТЦ-161, и предназначался для отрывки траншей с заданным уклоном с последующей укладкой керамической или пластмассовой дрены, изолированной фильтрующим материалом. Как и у ЭТЦ-161, ширина отрываемой траншеи составляла 0,2 метра, глубина 0,7—1,7 метра в грунтах I—II категорий с содержанием камней размером до 10 см. Взамен ленточного конвейера на ЭТЦ-163 устанавливался шнековый транспортёр, приводившийся в действие от рабочей цепи. Для размещения транспортёра приводной вал был смещён назад. Кинематическая схема экскаватора отличалась от схемы базовой модели ЭТЦ-202А только изменённым приводом рабочего органа и дополнительным приводом транспортёра. Основная рама соединялась с рабочим органом с помощью дополнительной рамы. Скребковая цепь рабочего органа двойная, с прямыми и Г-образными резцами. Для очистки скребков от грунта имелся специальный очиститель.

### ЭТЦ-203
ЭТЦ-203 представлял собой колёсную модификацию модели ЭТЦ-202 и ЭТЦ-181. Машина испытывалась в середине 1960-х годов, но дальнейшие разработки прекратились, поскольку в середине 1960-х годов выпуску основной модели ЭТЦ-202 был отдан наивысший приоритет.

### ЭТЦ-251
ЭТЦ-2511 представлял собой модификацию модели ЭТЦ-202 с повышенной глубиной копания. Машина была разработана в середине 1960-х годов и прошла государственные испытания, но серийное производство не было начато, поскольку выпуску основной модели ЭТЦ-202 был отдан наивысший приоритет.

## Основные характеристики

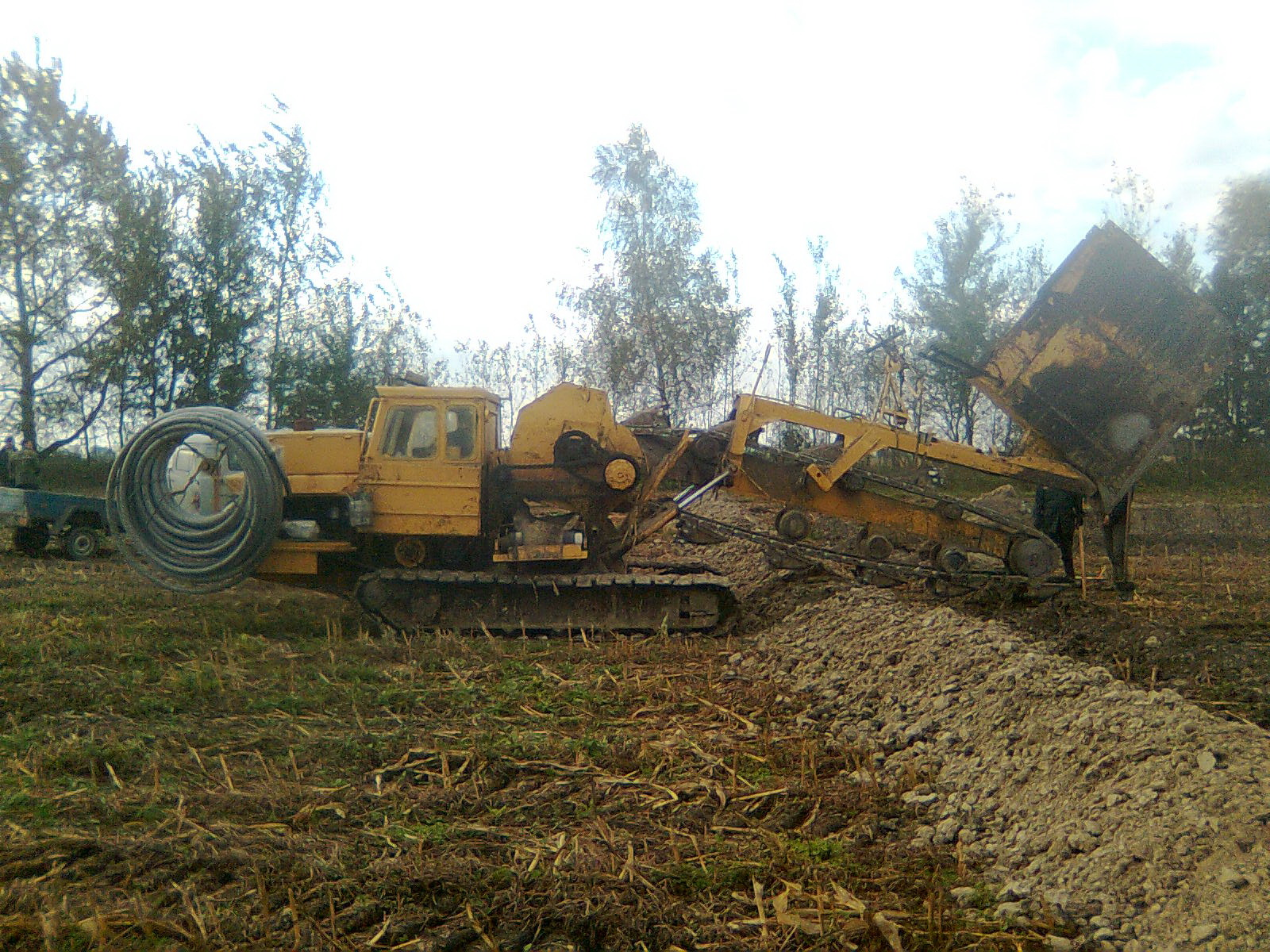
ЭТЦ-202Б в Белоруссии, 2010 год.

Основные характеристики трёх моделей представлены в следующей таблице. Для сравнения рядом даны характеристики машины-предшественника ЭТН-171.
| Модель                                          | ЭТЦ-171                              | ЭТЦ-202                                        | ЭТЦ-202А                                       | ЭТЦ-202Б                                       |
| ----------------------------------------------- | ------------------------------------ | ---------------------------------------------- | ---------------------------------------------- | ---------------------------------------------- |
| Наибольшая глубина траншеи, м                   | 1,85                                 | 2,2                                            | 2,3                                            | 2,3                                            |
| Ширина траншеи, м                               | 0,5                                  | 0,5                                            | 0,5                                            | 0,5                                            |
| Уклон дна траншеи                               | 0,02—0,002                           | 0,02—0,002                                     | 0,02—0,002                                     | 0,02—0,002                                     |
| Марка двигателя                                 | Д-48Л                                | Д-50                                           | Д-50                                           | Д-242                                          |
| Мощность двигателя, л. с. (кВт)                 | 48 (35)                              | 55 (40,4)                                      | 55 (40,4)                                      | 60 (44,1)                                      |
| Рабочая скорость, м/ч                           | 50—210                               | 15—400                                         | 15—590                                         | 14—620                                         |
| Транспортная скорость, км/ч                     | 1,03—4,43                            | 1,13—4,42                                      | 1,13—4,45                                      | 1,18—4,71                                      |
| Регулирование скорости (рабочей и транспортной) | гидравлическое                       | гидравлическое                                 | гидравлическое                                 | гидравлическое                                 |
| Тип рабочего органа                             | ковшовая цепь                        | ковшовая цепь                                  | ковшовая цепь                                  | ковшовая цепь                                  |
| Число ковшей                                    | 11                                   | 12                                             | 12                                             | 12                                             |
| Ёмкость ковшей, л                               | 23                                   | 23                                             | 23                                             | 23                                             |
| Скорость рабочей цепи, м/с                      | 0,71 и 1,14                          | 0,7 и 1,18                                     | 0,74 и 1,24                                    |                                                |
| Механизм подъёма рабочего органа                | гидравлический                       | гидравлический                                 | гидравлический                                 | гидравлический                                 |
| Способ удаления грунта                          | ленточный конвейер, влево от траншеи | ленточный конвейер, в любую сторону от траншеи | ленточный конвейер, в любую сторону от траншеи | ленточный конвейер, в любую сторону от траншеи |
| Возможность работы с мёрзлым грунтом            | нет                                  | есть                                           | нет                                            |                                                |
| Длина, м                                        | 9,0                                  | 9,5                                            | 11,5                                           |                                                |
| Транспортная ширина, м                          | 2,83                                 | 2,44                                           | 2,7                                            |                                                |
| Транспортная высота, м                          | 3,1                                  | 2,66                                           | 2,6                                            |                                                |
| Масса, кг                                       | 9230                                 | 10 600                                         | 10 200                                         | 10 800                                         |
| Тип движителя                                   | гусеничный                           | гусеничный                                     | гусеничный                                     | гусеничный                                     |
| Давление на грунт, кгс/см² (кПа)                | 0,30 (29,4)                          | 0,33 (32,3)                                    | 0,33 (32,3)                                    | 0,33 (32,3)                                    |

Все модели удерживают глубину траншеи с помощью предварительно натянутого копирного троса. Для компенсации его провисания при большом расстоянии между опорными штативами на модели ЭТЦ-202Б предусмотрен поддерживающий люнет. Модель ЭТЦ-202Б, кроме того, может снабжаться лазерной системой автоматического регулирования глубины копания (ЛСАР).
Годовая выработка ЭТЦ-202 составляла 50 километров уложенной дрены в год, рекордная достигала 80—90 километров.

## Участие в выставках, награды
Экскаваторы серии ЭТЦ-202 ежегодно представлялись на международных выставках и ярмарках, каждый год в 2—3 странах, и неоднократно получали различные премии. Работники предприятия, участвовавшие в разработке, испытаниях и внедрении этой серии, неоднократно удостаивались республиканских, правительственных и государственных наград.

## Память
- В Эстонском сельскохозяйственном музее находится изготовленный в 1972 году экземпляр экскаватора ЭТЦ-202.

- В 1979 году на Украине в Ровенской области, поблизости села Мирное, был установлен Памятник мелиораторам. Памятник представляет собой экскаватор ЭТЦ-202, расположенный на постаменте[23][24][25].